# Тобі Леонард Мур
То́бі Ле́онард Мур (англ. Toby Leonard Moore, нар. 27 квітня 1981, Сідней) — австралійський актор. Найбільш відомий по ролі Джеймса Веслі, правої руки Вілсона Фіска, в телесеріалі Netflix «Шибайголова». Він також виконав роль Браяна Коннерті в серіалі «Мільярди».

## Біографія

### Раннє життя та освіта
Мур народився в 1981 році в Сіднеї, а у віці одинадцяти років переїхав з сім'єю в Гобарт, штат Тасманія. Там він відвідував коледж «Сент-Верджіл». Мур є сином актриси та актора озвучування Робіна Мура; він хотів бути актором з раннього віку і брав участь у постановках місцевого театру, а пізніше вступив до Національного інституту драматичного мистецтва в Сіднеї.

### Кар'єра
Спочатку Мур займався тим, що дублював англійською мовою китайські фільми. У 2009 році він отримав маленьку роль у телесеріалі Джосса Відона «Клуб ляльок», а в 2010 році - другорядну роль у міні-серіалі «Тихий океан» про Друга світова війна.

### Особисте життя
З 2009 року Тобі Леонард Мур одружений з австралійською актрисою Мішель Вергара Мур і живе в Нью-Йорку.

## Фільмографія
| Рік       |    | Українська назва               | Оригінальна назва                  | Роль                   |
| --------- | -- | ------------------------------ | ---------------------------------- | ---------------------- |
| 2005      | ф  | Клятва                         | The Promise                        | Вухань                 |
| 2005      | ф  | Китайська історія              | A Chinese Tall Story               | Трипітаку              |
| 2006      | кф | Час проходу                    | Pass Time                          | Тревор                 |
| 2006      | кф | Фотографія                     | Photograph                         | офіціант               |
| 2006      | ф  | Роб-Бі-Гуд                     | Rob-B-Hood                         | Восьминіг              |
| 2007      | ф  | Таксі 4                        | Taxi 4                             | Емільєн Кутан-Корбадек |
| 2007      | тф | Убивство в глушині             | Joanne Lees: Murder in the Outback | Пол Фальконіо          |
| 2009      | с  | Клуб ляльок                    | Dollhouse                          | Уолтон                 |
| 2010      | с  | Легенда про Шукача             | Legend of the Seeker               | принц Фірен            |
| 2010      | мф | Тихий океан                    | The Pacific                        | другий лейтенант Стоун |
| 2010      | с  | Кримінальна Австралія          | Underbelly: The Golden Mile        | сержант Дейв           |
| 2010      | ф  | Смертельна битва: Переродження | Mortal Kombat: Rebirth             | Річард                 |
| 2010      | с  | Блакитна кров                  | Blue Bloods                        | Дік Рід                |
| 2011      | кф | Картограф                      | The Cartographer                   | чоловік з ножицями     |
| 2012      | с  | Нью-Йорк 22                    | NYC 22                             | Нік Рейнольдс          |
| 2012      | кф | По-справжньому мертвий         | True Dead                          | невідомо               |
| 2013      | с  | Банші                          | Banshee                            | Крістофер Хенсон       |
| 2014      | мс | Робоцип                        | Robot Chicken                      | Пітер Пен / Пі Патель  |
| 2014      | ф  | Джон Вік                       | John Wick                          | Віктор                 |
| 2014      | с  | Білий комірець                 | White Collar                       | Джим Бут               |
| 2015      | с  | Шибайголова                    | Daredevil                          | Джеймс Веслі           |
| 2016—2020 | с  | Мільярди                       | Billions                           | Брайан Коннерті        |
| 2016      | ф  | Половина ідеального світу      | Half the Perfect World             | Ерік                   |
| 2017      | с  | Булл                           | Bull                               | містер Ендрю Уітроу    |
| 2020      | с  | Кондор                         | Condor                             | Гордон Пайпер          |
| 2020      | ф  | Манк                           | Mank                               | Девід Сельцник         |
| 2021      | с  | Незвичайні підозрювані         | The Unusual Suspects               | Джордан Вотерс         |